# Uronema elegans
Espèce
Synonymes
Cryptochilum elegans Maupas, 1883
Uronema elegans est une espèce de ciliés de la classe des oligohyménophores, de l'ordre des Philasterida et de la famille des Uronematidae. C'est une espèce marine cosmopolite. Elle est présente en Polynésie française.